# Scolytus
Scolytus är ett släkte av barkborrar som beskrevs 1762 av Geoffroy. släkten ingår i familjen vivlar.

## Arter förekommande i Sverige
- Hasselsplintborre(Scolytus carpini)
- Eksplintborre (Scolytus intricatus)
- Mindre almsplintborre (Scolytus laevis)
- Kärnfruktsplintborre (Scolytus mali)
- Tandad almsplintborre (Scolytus multistriatus)
- Dvärgsplintborre (Scolytus pygmaeus)
- Björksplintborre (Scolytus ratzeburgi)
- Stenfruktsplintborre (Scolytus rugulosus)
- Större almsplintborre (Scolytus triarmatus)

## Övriga beskrivna dottertaxa tillScolytus, i alfabetisk ordning[1][2]
Flera av taxonen i denna lista utgörs av juniora synonymer till accepterade arter.
- Scolytus abaensis
- Scolytus abietinus
- Scolytus abietis
- Scolytus aceris
- Scolytus aegyptiacus
- Scolytus aeneus
- Scolytus aequipunctatus
- Scolytus affinis
- Scolytus amazonicus
- Scolytus amygdali
- Scolytus angustatus
- Scolytus antennatus
- Scolytus anthracinus
- Scolytus aomoriensis
- Scolytus aratus
- Scolytus armatus
- Scolytus artestriatus
- Scolytus assimilis
- Scolytus atratus
- Scolytus azerbaidzhanicus
- Scolytus aztecus
- Scolytus balcanicus
- Scolytus baluchistani
- Scolytus barbatus
- Scolytus barinensis
- Scolytus belokanicus
- Scolytus betulae
- Scolytus bicallosus
- Scolytus bicinctus
- Scolytus bicolor
- Scolytus bidens
- Scolytus bidentatus
- Scolytus binodus
- Scolytus bituberculatus
- Scolytus bolivianus
- Scolytus bostrichus
- Scolytus brevipennis
- Scolytus brevis
- Scolytus bruchi
- Scolytus bucharicus
- Scolytus bulmerincqui
- Scolytus butovitschi
- Scolytus californicus
- Scolytus carinatus
- Scolytus carya
- Scolytus caryae
- Scolytus caucasicus
- Scolytus caudatus
- Scolytus chalcographus
- Scolytus chelogaster
- Scolytus chikisanii
- Scolytus ciliaris
- Scolytus claviger
- Scolytus conidens
- Scolytus convexus
- Scolytus costellatus
- Scolytus crenatus
- Scolytus cristatus
- Scolytus curviventralis
- Scolytus cylindricus
- Scolytus dactyliperda
- Scolytus dahuricus
- Scolytus dentatus
- Scolytus deodara
- Scolytus destructor
- Scolytus dimidiatus
- Scolytus eccoptus
- Scolytus ecksteini
- Scolytus eichhoffi
- Scolytus ellipticus
- Scolytus elongatus
- Scolytus ensifer
- Scolytus esuriens
- Scolytus facialis
- Scolytus fagi
- Scolytus fasciatus
- Scolytus fauveli
- Scolytus fiskei
- Scolytus flavicornis
- Scolytus flavipes
- Scolytus flexuosus
- Scolytus formosanus
- Scolytus frankei
- Scolytus fraxini
- Scolytus frontalis
- Scolytus fuchsi
- Scolytus geoffroyi
- Scolytus golbachi
- Scolytus grandis
- Scolytus granulifer
- Scolytus gretschkini
- Scolytus haemorrhous
- Scolytus hermosus
- Scolytus impressus
- Scolytus inaequipunctatus
- Scolytus incognitus
- Scolytus intermedius
- Scolytus iranicus
- Scolytus jacobsoni
- Scolytus japonicus
- Scolytus jaroschewskii
- Scolytus javanus
- Scolytus juglandis
- Scolytus kashmirensis
- Scolytus kirschi
- Scolytus koenigi
- Scolytus koltzei
- Scolytus kononovi
- Scolytus kostini
- Scolytus kozikowskii
- Scolytus labiatus
- Scolytus laetus
- Scolytus laevifrons
- Scolytus laricis
- Scolytus lenkoranus
- Scolytus ligniperda
- Scolytus limbatus
- Scolytus lineatus
- Scolytus longipilosus
- Scolytus mailleri
- Scolytus major
- Scolytus mandschuricus
- Scolytus manglissiensis
- Scolytus marginatus
- Scolytus melanocephalus
- Scolytus micrographus
- Scolytus minimus
- Scolytus minor
- Scolytus minutus
- Scolytus monographus
- Scolytus montana
- Scolytus monticolae
- Scolytus morawitzi
- Scolytus mundus
- Scolytus muticus
- Scolytus nakanei
- Scolytus neofacialis
- Scolytus nevermanni
- Scolytus niger
- Scolytus nigra
- Scolytus nitidulus
- Scolytus nitidus
- Scolytus nodatus
- Scolytus nodifer
- Scolytus nodulus
- Scolytus novateutonicus
- Scolytus numidicus
- Scolytus nunbergi
- Scolytus obelus
- Scolytus oleae
- Scolytus oleiperda
- Scolytus opacus
- Scolytus oregoni
- Scolytus papuanus
- Scolytus parviclaviger
- Scolytus penicillatus
- Scolytus penicillus
- Scolytus peruensis
- Scolytus piceae
- Scolytus picicolor
- Scolytus pictus
- Scolytus pilosus
- Scolytus pini
- Scolytus piniperda
- Scolytus pinnatus
- Scolytus platystylus
- Scolytus poinari
- Scolytus polygraphus
- Scolytus pomacearum
- Scolytus pomi
- Scolytus pomorius
- Scolytus possyeti
- Scolytus praeceps
- Scolytus productus
- Scolytus propinquus
- Scolytus proximus
- Scolytus pseudocaudatus
- Scolytus pseudocostellatus
- Scolytus pubescens
- Scolytus punctatus
- Scolytus pusillus
- Scolytus pyri
- Scolytus quadridentatus
- Scolytus quadrispinosus
- Scolytus querci
- Scolytus reflexus
- Scolytus retusus
- Scolytus rimskii
- Scolytus robustus
- Scolytus rufipennis
- Scolytus rufostriatus
- Scolytus ruguloides
- Scolytus sachalinensis
- Scolytus samarkandicus
- Scolytus sanctaluciae
- Scolytus scarabaeoides
- Scolytus schevyrewi
- Scolytus scolytus
- Scolytus semenovi
- Scolytus serratus
- Scolytus seulensis
- Scolytus sexdentatus
- Scolytus shanhaiensis
- Scolytus siculus
- Scolytus silvaticus
- Scolytus similis
- Scolytus sinensis
- Scolytus sinopiceus
- Scolytus sobrinus
- Scolytus spinidens
- Scolytus spinosus
- Scolytus squamosus
- Scolytus starki
- Scolytus strigilatus
- Scolytus strigipennis
- Scolytus subconfusus
- Scolytus submarginatus
- Scolytus subscaber
- Scolytus sulcatus
- Scolytus sulcifrons
- Scolytus suturalis
- Scolytus tadzhikistanicus
- Scolytus talyphensis
- Scolytus taxicola
- Scolytus terebrans
- Scolytus testaceus
- Scolytus therondi
- Scolytus thoracicus
- Scolytus tiburtinus
- Scolytus torulus
- Scolytus transversalis
- Scolytus triornatus
- Scolytus trispinosus
- Scolytus tsugae
- Scolytus typographus
- Scolytus ulmi
- Scolytus unispinosus
- Scolytus ussuriensis
- Scolytus variabilis
- Scolytus varius
- Scolytus varshalovitchi
- Scolytus ventralis
- Scolytus ventrosus
- Scolytus vexator
- Scolytus wickhami
- Scolytus villifrons
- Scolytus villosus
- Scolytus virgatus
- Scolytus vittatus
- Scolytus xylographus
- Scolytus yablonianus
- Scolytus zaitzevi

## Bildgalleri

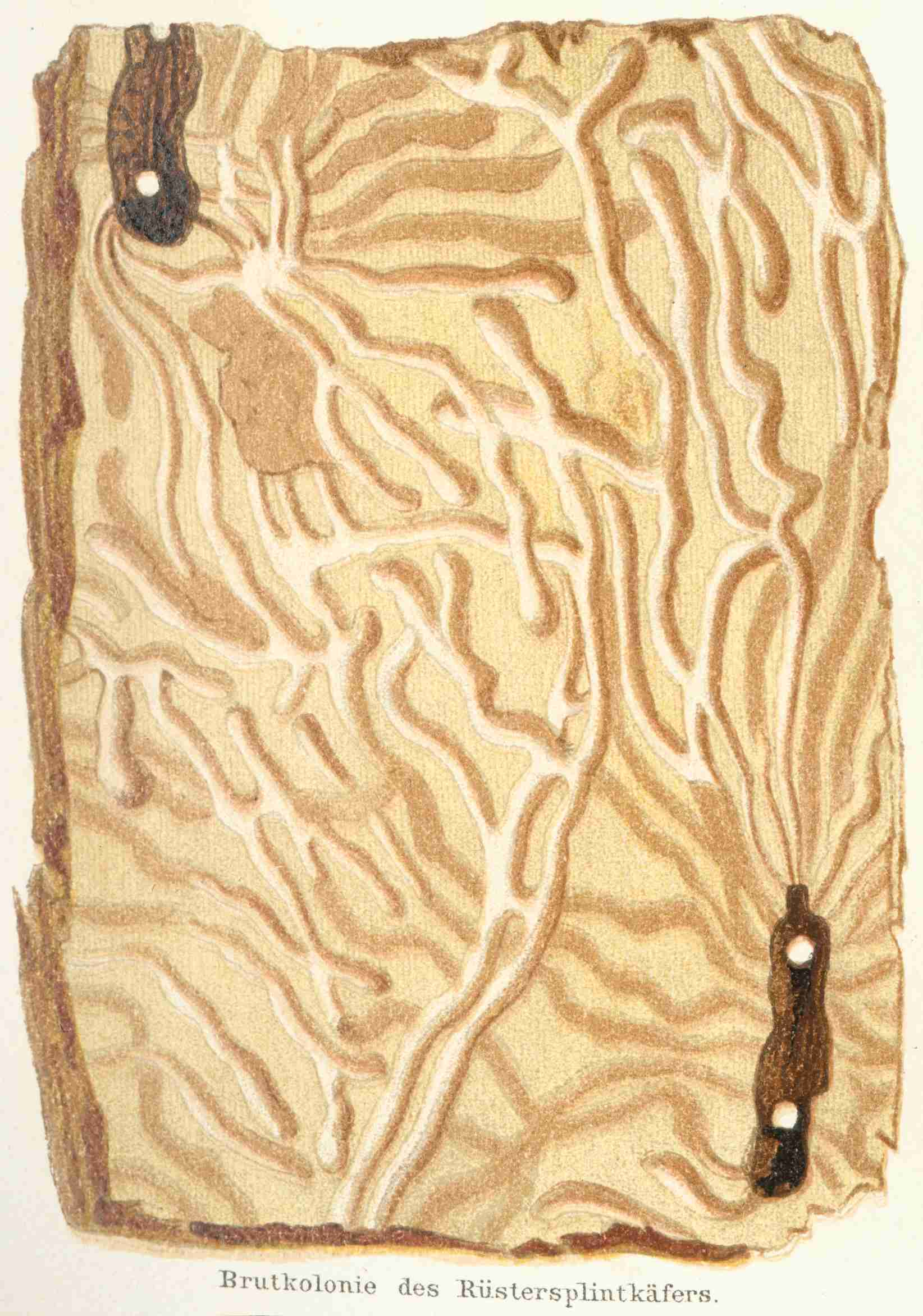